# 기원전 82년

## 연호
- 전한(前漢) 시원(始元) 5년

## 기년
- 전한(前漢) 소제(昭帝) 5년

## 사건
- 술라, 콜리네 문 전투에서 승리하여 로마의 내전을 종식
- 고구려족, 임둔군과 진번군을 축출